# Кислотостійкі бактерії

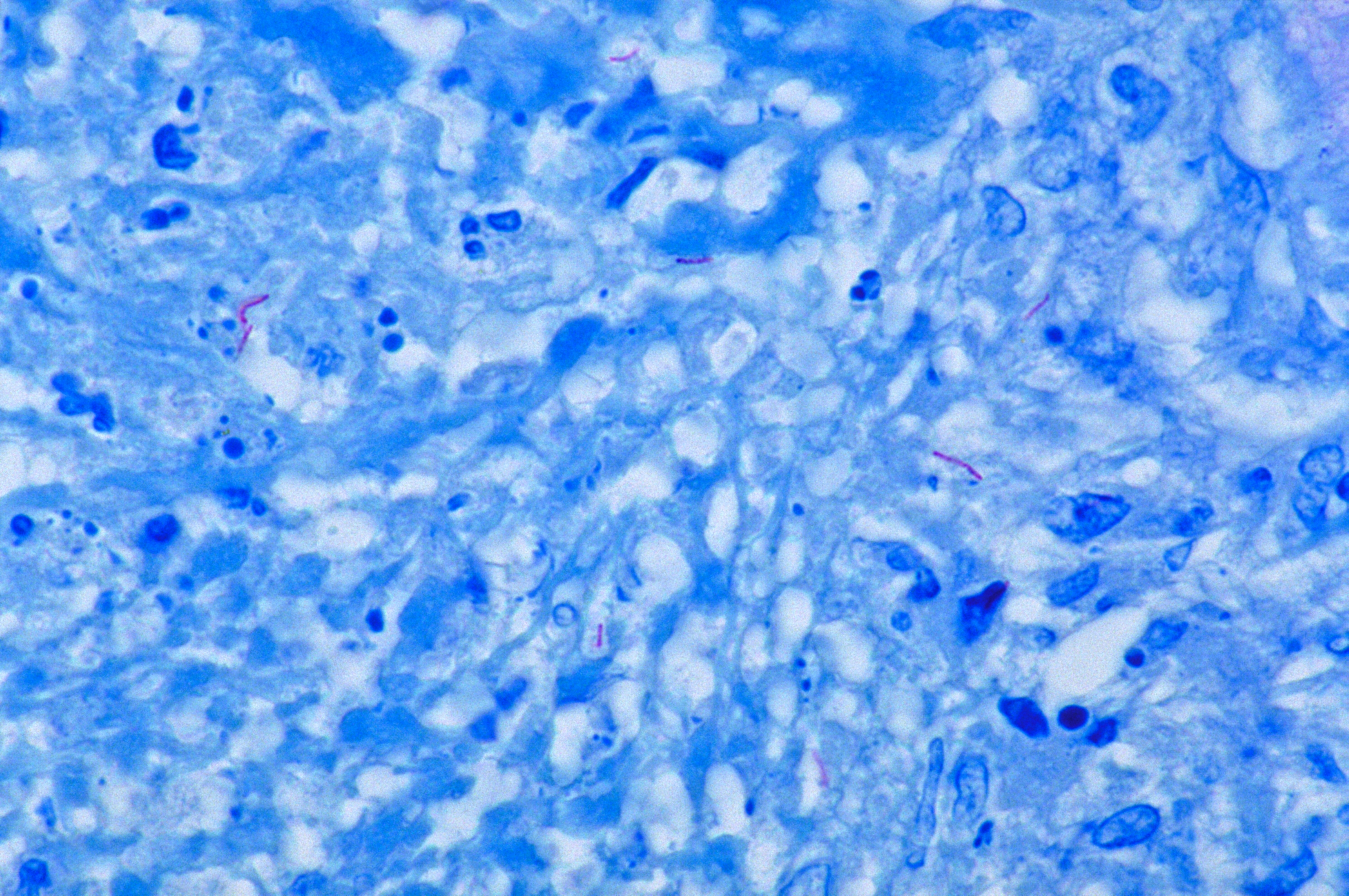
Бактерії Mycobacterium tuberculosis (фарбовані червоним) у тканині (блакитна).

Кислотостійкість (англ. acid-fast) — властивість деяких бактерій, що означає здатність чинити опір знебарвленню кислотами протягом процедур фарбування .
Кислотостійкі організми важко характеризувати використовуючи стандартні мікробіологічні методи (наприклад, фарбування за Грамом), хоча вони можуть бути фарбовані, використовуючи концентровані барвники, особливо, коли процес фарбування комбінується з високою температурою. Але фарбовані організми цього типу чинять опір процедурам обезбарвлення, заснованих на розбавлених кислотах та етанолі, звідти вони отримали свою назву .
Високий вміст ліпідів в бактеріальній клітинній стінці в організмах подібних до Mycobacterium, ймовірно, відповідає за погану абсорбцію фарбника та його хороше утримання. Найзагальніша фарбувальна процедура ідентифікації кислотостійких бактерій — фарбування за Ціль-Нільсеном, при якому бактерії фарбуються у яскраво-червоний колір і виділяються на блакитному фоні. Кислотостійкі бактерії можна також виділити за допомогою флюоресцентної мікроскопії, використовуючи специфічні флуоресцентні барвники (наприклад, фарбування родаміном-аураміном).
Тільки декілька видів бактерій кислотостійкі, винятково члени родини Corynebacterineae. Більшіть з них паличкоподібні, так звані кислотостійкі бацили (AFB), але зустрічаються й інші форми. Найважливіші у медицині AFB є Mycobacterium tuberculosis. Інші види Mycobacterium і роди подібні до Nocardia і Corynebacterium — також відомі приклади. Деякі бактерії також можуть бути частково кислотостійкими.

## Послиання
1. 1 2  Ryan KJ; Ray CG (editors) (2004). Sherris Medical Microbiology (вид. 4th ed.). McGraw Hill. ISBN 0-8385-8529-9.

### Приклади протоколів онлайн
- Ziehl-Neelsen protocol (у форматі PDF, англійською мовою)
- Альтернативний Ellis & Zabrowarny метод фарбування AFB (англійською мовою)